# 遠藤幸吉
遠藤 幸吉（えんどう こうきち、1926年3月4日 - )は、山形県東村山郡金井村出身の、柔道家、プロレスラーである。プロ柔道六段を取得。力道山と共に日本プロレスを創設した人物。別リングネームコウ東郷（コウとうごう）

## 来歴
農家の五男として生まれる。数え12歳の時、柔道に興味を持ち中学校を卒業するときには二段となる。百姓仕事をしながら、夜は町道場に通い三段となる。1945年、甲種合格となり9月15日弘前連隊に徴兵予定だったが8月15日に終戦となる。木村政彦より強くなり、柔道で身を立てるために知人を頼って神奈川県横浜に出る。アメリカ占領下の街だったので仕事はいくらでもあった。柔道はGHQの命令で片隅のスポーツに追いやられ講道館や警察の道場だけでわずかに行われていた。進駐軍相手の小さな船会社で午前中働きながら午後は横浜の警察や東京の講道館で稽古した。
神奈川県チームの一員として1948年関東一都六県柔道優勝試合（7名の団体戦）や1949年第4回国民体育大会柔道大会（オープンゲーム、3名の団体戦）に出場。第4回国民体育大会に出た時、書籍『柔道名鑑』では三段、書籍『日本プロレス風雲録』では四段となっている。
1950年春、五段の昇段試験に合格し免状が届く前だった。憧れだった史上最強の柔道家である木村政彦の側にいたいと思い、国際柔道協会（プロ柔道）に参戦した。旗上げ戦で木村の七人掛けの相手の一人となり、大外刈で一本を取られる。トーナメント戦では準決勝まで進み山口利夫に背負投で敗れる。めきめき腕を上げプロとして六段となる。たがこの団体は崩壊する。1951年、来日したボビー・ブランズらとともにプロレスのトレーニングを積む。その輪の中に力道山がいた。同年11月14日、横浜市でボビー・ブランズとエキシビション・マッチを行っていて、これが遠藤のデビュー戦とされる。
1952年、「コウ東郷」を名乗り、空手家の大山倍達（マス東郷）とともにアメリカ遠征。現地でグレート東郷（カズ東郷）と合流し、「東郷3兄弟」として各地を転戦。この時期の遠藤が劇画『空手バカ一代』、『KIMURA』などに登場する。しかし自身の自伝や年表には大山倍達・グレート東郷の名を意図的に記載していない。
1953年に力道山が創設した日本プロレスに合流。披露パーティーでは力道山とエキシビション・マッチを行っている。
その後は力道山のタッグ・パートナーとして活躍し、1954年8月には太平洋タッグ王座を獲得した。1956年にはシャープ兄弟を破り、世界タッグ選手権を獲得している。
「私は力道山の弟子じゃない。リキと一緒にプロレスを創ったんだ」と複数の媒体で述べている。
力道山が世を去った後の1963年からは、吉村道明・豊登・芳の里とともに日本プロレスの経営を担い、遠藤は経理を担当。現役生活の方は1966年に終えている。芳の里と並んで腐敗した経営陣の一角として攻撃されたこともあり、営業部長を務めていた後輩の吉原功とは見解の相違もあって確執が生じていた。このことにより吉原が日本プロレスを退社し、国際プロレスを設立したきっかけになったことでも知られている。
日本プロレス崩壊後はアントニオ猪木率いる新日本プロレスのプロモーターとして活動したほか、NET・テレビ朝日の日本プロレス・新日本プロレスの中継に於いては1970年代中期まで桜井康雄（東京スポーツ記者）と共に解説者を務めていた（プロレスラー出身の解説者第1号）。1976年、アントニオ猪木対ウィリエム・ルスカ第1戦ではレフェリー、アントニオ猪木対モハメド・アリではジャッジをつとめる。

## エピソード
- 解説者としての遠藤は「雌雄を決する」を「オスメスを決する」と発言したり、アントニオ猪木VSドリー・ファンク・ジュニア戦での「バランスがオフになる」はプロレス実況史上有数の意味不明発言として伝説になるなど、“迷解説者”という評判がついてしまった。
- NETからの依頼で、脆弱であった新日本プロレスの外国人招聘ルートを改善すべく、日本プロレス時代にパイプのあったNWAハリウッド・レスリングと新日本プロレスを提携させる仲介役となり、結果大物外国人レスラーの招聘が可能となり、新日本プロレスの外国人レスラーの招聘ルートを改善させている。
- ステーキなど肉料理の脂身が大好物であり、ミスター珍によると「肉の脂身ばかり好んでよく食べていた」と証言している。そのせいもあり、解説者時代にはとてもドロップキックの名手だったとは思えない肥満体になっていた。
- 1976年2月6日のアントニオ猪木対ウィリエム・ルスカの異種格闘技戦の試合後、ルスカは腹いせのあまり遠藤をマットに投げで叩き付けようとしたが、レフェリーを務めた遠藤は投げをこらえて打たせなかった。「柔道王」として名高いルスカの投げをこらえるというのは、レフェリーにとってルスカの名誉を損なう御法度であり、この一件が祟って以降遠藤はレフェリーから外された[6]。
- 1964年1月にはテキサス東部地区でキンタロー・オーキ（大木金太郎）を名乗って試合を行っている。
- 1991年、女性に交際を断られた腹いせで、嫌がらせの文書を女性の元勤務先などに送付したとして、神奈川県警に名誉棄損の疑いで逮捕されている。相模原市内に住むプロレスファンの女性（30歳）と知り合い、10年以上交際していた。ところが1990年9月頃、女性が別の男性と結婚するため交際を断るといったことに腹を立て、写真や実名で女性を中傷する文書を作成。女性の元勤務先や実家などに十数回にわたり100通余の文書を送り付けた疑い[7]。

## 得意技
- 各種柔道技（主に投げ）

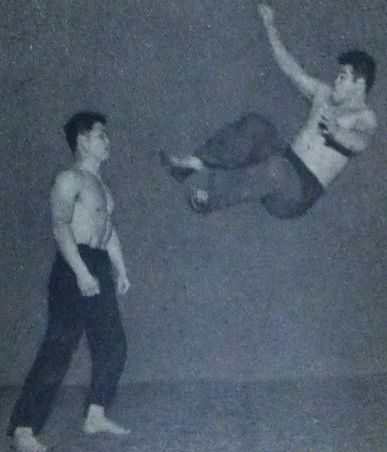
遠藤によるドロップキック

- ドロップキック（力道山時代の日本人では吉村道明に次ぐ名手といわれた）
- 技ではないが相手に技をかけられると「イテテ」と声を上げるのが有名だった。

## 獲得タイトル
- 全日本タッグ王座
- 太平洋岸タッグ王座
- 世界タッグ王座

## モデルになった作品
映画
- 空手バカ一代 （1977年） - 藤田修造（演者：本郷功次郎）

漫画及びアニメ
- 空手バカ一代 - テレビアニメ版のキャラクター名は「五十嵐 じょう」。原作漫画では実名で登場。